# 김이원 (1553년)
김이원(金履元, 1553년 ~ 1614년)은 조선 중기의 문신이다. 본관은 선산(善山). 호는 소암(素菴), 자는 수백(守伯), 초명은 신원(信元)이다. 형은 성암 김효원이고 동생은 대사간 김의원이다.

## 생애
1583년 알성 문과에 급제, 호조좌랑·수찬 등을 지냈다. 정언을 거쳐, 1593년 의주 목사로 부임하여 흉년으로 굶주린 백성을 구제하였다. 1597년 정유재란 때 형조참판에서 경기도 관찰사가 되었으며 백성들이 명나라 군사들에게 시달림을 받던 도내 행정을 바로잡았다. 1608년(광해군 즉위) 유영경의 옥사 직후 정운원종공신 1등(定運功臣一等)에 책록되었다.
1612년 선조의 딸 정근옹주를 며느리로 맞이하였다. 뒤에 숭양부원군에 봉해지고 병조판서 · 판중추부사를 지냈다. 경기도 양주의 숭양사(嵩陽祠)에 제향되었다.
그러나 광해군 시기 때 1609년 임해군을 죽이고 1612년 김직재를 옥사로 다스려 벼슬에 봉해졌다.
사후 인조 반정으로 훈작이 추탈당했다. 1752년 경기도 양평군 양백산에 그를 기리는 신도비가 세워졌다.

## 가족 관계
- 할아버지 : 김덕유(金德裕)
  - 아버지 : 홍우(金弘遇)
  - 어머니 : 윤은좌(尹殷佐)의 딸
    - 형님 : 김효원(金孝元)
    - 동생 : 김의원(金義元)
    - 부인 : 김광열(金光烈, 강릉김씨)의 딸
      - 장남 : 김극전(金克銓)
      - 차남 : 김극명(金克銘)
      - 자부 : 이보명(李寶命)의 딸
        - 손자 : 김세연(金世淵)
        - 손녀 : 신육(申淯)에게 출가
        - 손녀 : 유종선(柳宗善)에게 출가
        - 손녀 : 윤지중(尹之重)에게 출가

      - 삼남 : 김극빈(金克鑌)
      - 자부 : 정근 옹주(貞謹翁主) - 선조의 딸
        - 손자 : 김세필(金世泌) - 조카인데 양자로 옴

      - 장녀 : 안사성(安士誠)에게 출가
      - 차녀 : 조질(趙質)에게 출가
      - 삼녀 : 유정립(柳鼎立)에게 출가
      - 사녀 : 호안군(湖安君) 이오(李澳)에게 출가

    - 측실 : 이름모름

## 참고 문헌
1. 1 2  씨족사의 개요와 인물고[깨진 링크(과거 내용 찾기)] : 선산(일선)김씨대종회.